# Margarornis bellulus
El subepalo bonito, subepalo bello, pijuí bonito o corretroncos bello (Margarornis bellulus), es una especie de ave paseriforme de la familia Furnariidae, perteneciente al género Margarornis. Es endémica de Panamá.

## Distribución y hábitat
Se distribuye en una pequeña región del este de Panamá, en la Serranía de Majé (este de la provincia de Panamá), y en los cerros Tacarcuna, Mali, Pirre, Altos de Quía y Serranía de Jungurudó, en el extremo oriental de Panamá.
Esta especie es considerada rara en su hábitat natural, las selvas húmedas nubosas montanas en picos y cordones altos, principalmente en altitudes entre 1350 y 1600 m, pero hasta los 900 m en Altos del Quía.

## Estado de conservación
El subepalo bonito ha sido calificado como casi amenazado por la Unión Internacional para la Conservación de la Naturaleza (IUCN) debido a su extremadamente pequeña zona de distribución, potencialmente amenazada de degradación en un futuro próximo. No se piensa que las zonas de altitud que la especie ocupa estén seriamente amenazadas actualmente. Sin embargo, la especie se podrá calificar para un grado superior de amenaza si se verifica que las amenazas a las zonas bajas se extienden a elevaciones mayores. La población, todavía no cuantificada, es considerada estable y no severamente fragmentada.

## Sistemática

### Descripción original
La especie M. bellulus fue descrita por primera vez por el ornitólogo estadounidense Edward William Nelson en 1912 bajo el mismo nombre científico; su localidad tipo es: «Cerro Pirre, 4500 pies [c. 1370 m], cerca de la cabecera del Río Limón, Darién, Panamá».

### Etimología
El nombre genérico masculino «Margarornis» deriva del griego «margaron»: perla y «ornis, ornithos»: pájaro, ave, significando «pájaro perlado»; y el nombre de la especie «bellulus», proviene del latín diminutivo de «bellus»: bello, bonito.

### Taxonomía
Se pensó que podría ser conespecífica con Margarornis squamiger, pero difieren en su pico mayor; alas claramente más cortas que M. squamiger perlatus, la subespecie geográficamenete más próxima; motas de las partes inferiores menores y menos extensas y, el manto, el dorso, las escapulares, las cobertoras alares y la rabadilla de color pardo rojizo teñido de oliva contra rufo brillante. Es monotípica.